# Ferzsó
Ferzsó (1899-ig Sverzsó, szlovákul: Sveržov) község Szlovákiában, az Eperjesi kerület Bártfai járásában.

## Fekvése
Bártfától 11 km-re északnyugatra, a Sverzsói-patak partján fekszik.

## Története
A falu a 14. századtól Szemelnye uradalmához tartozott. A települést 1355-ben említik először, amikor az egri káptalan megerősíti a szemelnyei uradalom határait. Ferzsó az uradalom keleti részén fekvő falu volt malommal. 1427-ben 17 jobbágyportája volt. A környék legnagyobb városa ekkor Bártfa, amely már régóta törekedett a környező birtokok megszerzésére. 1446-ban a szepesi káptalan oklevelében Ferzsó már Bártfa szolgálófaluja. 1472-ben Mátyás király oklevelében is hasonló összefüggésben szerepel. Az 1470-es évekig Makovica váruradalmának része volt.
A 16. században a közepes nagyságú falvak közé számított. 1567-ben 9 adózó háztartása volt, a zsellérházak száma körülbelül négy. A század második felében a reformáció térhódítása kezdődött el. A Bocskai-felkelést még jól átvészelte a lakosság, a Thököly-felkelés során azonban a katolikus papot elűzték, mire császári katonaság vonult be a községbe, amely továbbra is Bártfa kezén maradt. A Rákóczi-szabadságharc kezdetén a harcok nem érintették, 1706-ban azonban a fenyegetések hatására a lakosság nagy része Lengyelországba menekült. 1708-ban a község a Szirmay család zálogbirtoka lett, később a Klobusiczky család birtoka. 1776-ban a vizitáció során még fatemplomát említik.
A 18. század végén Vályi András így ír róla: „SVERSZO. Orosz falu Sáros Várm. földes Ura Bártfa Városa, lakosai ó hitüek, fekszik Tapoly vize mellett, Gaboltónak szomszédságában, mellynek filiája; határja középszerű, réttye, legelője hasznos, fája is van.”
A fatemplom 1813-ban összedőlt és 1828-ban felépült az új kőtemplom.
Fényes Elek 1851-ben kiadott geográfiai szótárában így ír a faluról: „Svirzsó, tót falu, Sáros vgyében, Gáboltó fiókja: 163 r., 10 gör. kath., 14 evang., 40 zsidó lak. Ut. p. Bártfa 1 3/4 óra.”
1863-ban a templom közelében megalapították a katolikus iskolát. A trianoni diktátum előtt Sáros vármegye Bártfai járásához tartozott.

## Népessége
| Év:            | 1994. | 2004.    | 2014.    | 2024.    |
| -------------- | ----- | -------- | -------- | -------- |
| Emberek száma: | 444   | 511      | 580      | 677      |
| Eltérés:       |       | +15,09 % | +13,50 % | +16,72 % |

| Év:            | 2023. | 2024.   |
| -------------- | ----- | ------- |
| Emberek száma: | 652   | 677     |
| Eltérés:       |       | +3,83 % |

1910-ben 340, túlnyomórészt szlovák lakosa volt.
2001-ben 510 lakosából 461 szlovák és 48 cigány volt.
2011-ben 568 lakosából 482 szlovák és 81 cigány.

## Nevezetességei
- Szent Márton tiszteletére szentelt római katolikus temploma 1828-ban épült. 1903-ban renoválták.
- Evangélikus temploma.